# Spathius fukienensis
Spathius fukienensis är en stekelart som beskrevs av Chao 1957. Spathius fukienensis ingår i släktet Spathius, och familjen bracksteklar. Inga underarter finns listade i Catalogue of Life.